# 諫山元貴
諫山 元貴（いさやま げんき、1987年 - ）は、日本の美術家。

## 経歴
大分県に生まれる。京都造形芸術大学美術工芸学科総合造形コース卒業（河口龍夫に師事）。2011年広島市立大学大学院芸術学研究科現代表現領域専攻博士前期課程修了（柳幸典に師事）。「複製と崩壊」を軸に、加速する社会において(人間を含む)あらゆるものが合理化・規格化されていく状況を、映像をはじめとした多彩な手法によって、資本主義社会に暮らすものたちの時間感覚や感性を逆照射するかのような表現を行っている。またそれは単なる文明批判やアイロニーを超えたスケールの射程を持つものである。諫山の映像シリーズは既製品を複製し、それが水中で崩れていく様子を定点撮影したものであり、速度編集無く無音の状態で再生される。 
2014年には吉野石膏美術振興財団在外研修助成にてベルリンに在住。Studio Haegue yangのレジデンスプログラムに参加。
2016年、Sights and Sounds Japan（Jewish Museum )にて「Chair」を展示。
2019年NONIO ART WAVE AWARD 2019 グランプリを受賞 。審査員の やくしまるえつこ には「例えばひとつの恋が見える景色を色づかせることがあるように、意識そのものがその意識下にプログラムを走らせるコードとなっているのだとしたら、それらをリセットするコードというのは彼の作品のような形をしているのかもしれない。」と評された。
2021年、どこかで？ゲンビ：諫山元貴「Objects #7」（広島駅南口地下広場ショーウィンドウ　企画：広島市現代美術館）にて「Objects #7」を展示。同年、「screen」、「Objects#４」が広島市現代美術館に収蔵された。
2021年、BankART1929が主催する35歳以下の芸術家の個展を開催するUnder 35へ入選。
2022年、Each Day Begins with the Sun Rising（Benton Museum of Art）にて「screen」、「Objects#９」を展示。同年、展示された２つの作品がBenton Museum of Artに収蔵された。
2022年の高松コンテンポラリーアート・アニュアル（高松市立美術館）にて焼成前の陶器製のオブジェを沈め、壊れていく映像作品「Untitled」、「Objects#4」、「Order#9」などを展示。翌年、「Objects＃14」、「Objects＃15」が高松市美術館に収蔵された。
2023年の「MOMASコレクション 第3期：まるく／まわる（特別出品）」（埼玉県立近代美術館）にて「Order#10」を展示。翌年、展示された「Order#10」と映像作品シリーズの初期の作品である「壺」が収蔵された。
2024年、世界初の哺乳類の体細胞クローンである雌羊／ドリーにまつわる作品「Dolly」、「Dolly-Mold」、「Dolly-Molding」をhakari contemporaryにて展示。展示された作品は、スコットランド国立博物館の協力を得て、同館に収蔵・管理されているドリー（剥製）の3Dスキャンデータを用いて制作された。
2025年、「VOCA展2025」で松岡剛（広島市現代美術館）の推薦を受け、VOCA奨励賞を受賞した。